# Pereira prétend (film)
Pour plus de détails, voir Fiche technique et Distribution.
Pereira prétend (Sostiene Pereira) est un film italien réalisé par Roberto Faenza, sorti en 1995.

## Fiche technique
- Titre : Pereira prétend
- Titre original : Sostiene Pereira
- Réalisation : Roberto Faenza
- Scénario : Roberto Faenza et Sergio Vecchio d'après le roman Pereira prétend d'Antonio Tabucchi
- Musique : Ennio Morricone
- Photographie : Blasco Giurato
- Son : Éric Vaucher
- Montage : Ruggero Mastroianni
- Production : Elda Ferri et Michèle Ray-Gavras
- Société de production : Jean Vigo International, K.G. Productions, Mikado Film et Fábrica de Imagens
- Société de distribution : K.G. Productions (France)
- Pays de production :  Italie,  France et  Portugal
- Genre : drame
- Durée : 104 minutes
- Dates de sortie : 
  - Italie : 6 avril 1995
  - France : 3 juillet 1996

## Distribution
- Marcello Mastroianni : Pereira
- Joaquim de Almeida : Manuel
- Daniel Auteuil : Dr. Cardoso
- Stefano Dionisi : Monteiro Rossi
- Nicoletta Braschi : Marta
- Marthe Keller : Mme. Delgado
- Teresa Madruga : Portiera
- Nicolau Breyner : le père António
- Filipe Ferrer : Silva

## Distinctions
Lors de la 40e cérémonie des David di Donatello, le film reçoit 5 nominations et remporte le David di Donatello du meilleur acteur pour Marcello Mastroianni.